# Быковец (деревня)
Быковец (бел. Быкавец) — упразднённая деревня в Светиловичском сельсовете Ветковского района Гомельской области Республики Беларусь.

## География
В 19 км на северо-восток от Ветки, 40 км от Гомеля. На юге и востоке граничит с лесом.
Транспортные связи по просёлочной, затем автомобильной дороге Светиловичи — Гомель. Планировка состоит из прямолинейной улицы, ориентированной с юго-востока на северо-запад, к которой с севера присоединяется короткая улица. Застройка деревянная, усадебного типа.

## История

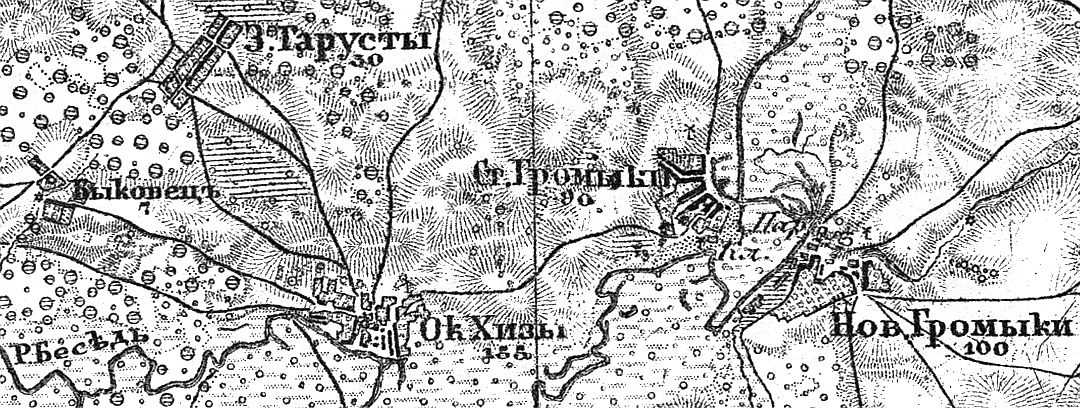
Быковец на карте Шуберта Ф. Ф. за 1869 г.

Обнаруженный археологами курганный могильник (6 насыпей, 0,5 км на запад от деревни, на кладбище) свидетельствует о заселении этих мест с давних времён. По письменным источникам известна с XIX века как деревня в Речковской волости Белицкого уезда (в 1852 году переименован в Гомельский) Могилёвской губернии. В 1848 году в составе помещичьего имения. Чуть позже начал действовать хлебозапасный магазин. Согласно переписи 1897 года рядом располагался фольварк. В 1909 году жители деревни владели 230 десятинами земли, в фольварке было 787 десятин земли и на хуторе 180 десятин. Фольварк принадлежал дворянам О. И. и М. И. Лашкевичам, а хутор — О. И. Лашкевичу.

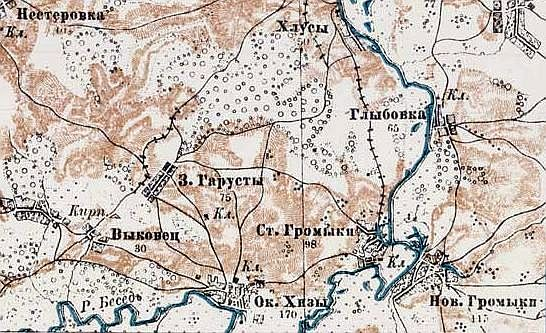
Быковец на карте 1916 г. (Российская империя)

В 1926 году — почтовый пункт, в Хизовогутском сельсовете Светиловичского района Гомельского округа. В 1929 году организован колхоз. Во время Великой Отечественной войны 18 жителей погибли на фронте. В 1959 году входила в состав совхоза «Заречный» (центр — деревня Гарусты).

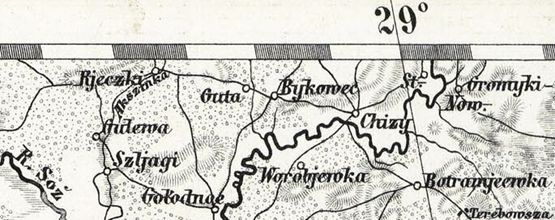
Быковец (Bykowec) на карте 1874 г. (Российская империя)

В результате катастрофы на Чернобыльской АЭС деревня подверглась радиационному загрязнению. В 1992 году все жители (43 семьи) были переселены в чистые места.
Официально упразднена в 2011 году.

## Население

### Численность
- 1992 год — жители (43 семьи) переселены.

### Динамика
- 1897 год — 24 двора, 144 жителя; в фольварке — 2 двора, 2 жителя (согласно переписи).
- 1909 год — 146 жителей; в фольварке 9 жителей; на хуторе 14 жителей.
- 1926 год — 46 дворов, 219 жителей.
- 1940 год — 50 дворов.
- 1959 год — 222 жителя (согласно переписи).
- 1992 год — жители (43 семьи) переселены.

## Известные лица
- В деревне родился Макаренко Иван Романович (1907—1971) — полный кавалер ордена Славы.